# Manuel Quislant Botella
Manuel Quislant Botella (Santa Pola, 26 de agosto de 1871 - Madrid, 9 de marzo de 1949) fue un compositor español de zarzuela.

## Biografía
Nacido en el seno de una familia de gran tradición musical, encabezada por su padre, Joan Quislant Blanca, que fue el fundador de la Banda de Música Santa Cecilia de Santa Pola, Quislant mostró desde niño grandes dotes para la música. Tocó el requinto en la banda de música y a los 10 años compuso su primera obra, el pasodoble para banda Setelacre de rrotal (La torre d'escaletes al revés), que sería estrenado por el conjunto que dirigía su padre. Estudió en el Conservatorio de Alicante, dedicándose en un principio a la composición para banda: los pasodobles El diputado, Anar per llana, Angelito, Vicentet o Lloret son testimonio de esa tarea. En Santa Pola estrenará su primera zarzuela: Santa Pola, ahir, hui i demà sobre un libreto de Antoni Erades Mas.
Continua su formación musical en Madrid, donde va a estudiar en su Conservatorio obteniendo diversos premios. Allí, Emilio Serrano fue su profesor de composición. Después comenzará a abrirse paso como compositor teatral con el estreno de diversas zarzuelas, algunas de las cuales obtuvieron gran éxito: La Venus moderna, Amor y flores, El zorro azul, El querer de una gitana, etc.
Se posicionó junto a Ruperto Chapí en la lucha entre éste y el editor Florencio Fiscowich que va a desembocar en la creación de la Sociedad de Autores Españoles. Chapí fue, en cierto modo, el protector de Quislant, poniéndole al frente de su copistería musical y abriéndole paso en el mundo del teatro musical. Chapí adoptó la estrategia, y animó a otros a seguir su ejemplo, de crear obras en colaboración con autores que no tenían exclusividad con Fiscowich para evitar las condiciones a las que éste sometía a los autores. Quislant fue uno de los compositores que "colaboraron" con las primeras figuras. Por ejemplo, con Amadeo Vives compuso y estrenó con gran éxito la zarzuela Doloretes el año 1901.
En total compuso más de 200 obras líricas. Muy influido estéticamente por su mentor Chapí, cultivará fundamentalmente el «género chico», al coincidir su etapa creativa con el momento de máximo esplendor de este género. Ha sido considerado a menudo un compositor secundario, quizá por haber firmado habitualmente sus obras en colaboración con compositores reputados. En todo caso se le reconoce su contribución como buen armonizador y orquestador de muchas obras, a las que supo otorgar un brillo especial con su fácil inspiración.

## Obras
Lista no exhaustiva.

### Zarzuelas
- 1901 Doloretes zarzuela (en colaboración con Amadeo Vives) - libreto: Carlos Arniches
- 1905 El Doctor maravilloso zarzuela (en colaboración con Luis Foglietti)
- 1908 María Jesús zarzuela - libreto: Felipe Pérez Capo
- 1909 La señora Barba-Azul zarzuela (en colaboración con el Arturo Escobar)
- 1910 ¡Eche usted, señoras! zarzuela (en colaboración con Pedro Badía)
- 1910 La hermana Piedad zarzuela (en colaboración con Pedro Badía)
- 1911 Machaquito o El gato negro
- 1912 La Venus moderna zarzuela (en colaboración con el Tomás Barrera)
- 1912 Amor y Flores zarzuela
- 1914 El querer de una gitana zarzuela (en colaboración con Pascual Marquina)
- 1914 La alegría de España zarzuela
- 1917 A pie y sin dinero zarzuela (en colaboración con Pedro Badía)
- 1917 Torbellino vaudeville
- 1920 Modistillas y perdigones zarzuela

### Obra para banda
- 1941 Amapola (Ama a Pola), capricho gitano

### Obra para coro
- 1886 Motet - Himno a la Virgen de Loreto, patrona de Santa Pola